# ちぎれた愛の殺人
『 ちぎれた愛の殺人 』（ちぎれたあいのさつじん）は、1993年に全国劇場公開された日本映画。ジャンルはサイコサスペンス。上映時間1時間41分。

## 解説
独特の映像感覚に加え「和」のイメージを基調とした官能的世界観を得意とする池田敏春が前作『くれないものがたり』に続いて放った作品。主演は、池田作品『くれないものがたり』にも出演した村木助教授役の佐野史郎。脚本に『天使のはらわた』シリーズで知られる石井隆を迎え、愛情深きゆえの究極の狂気の物語を展開した。共演に村木の妻役には『ヌードの夜』の余貴美子、犯人と睨みながらも村木に惹かれていく女性刑事にTVドラマ『シリーズ・都会』などでお馴染みの横山めぐみをヒロインに迎え、竹井みどり、山田辰夫らが脇を固めた。
また物語の舞台が中盤から出雲に移り、民族舞踊や宗教儀礼的な祭典などが盛り込まれた。

## 物語
東京の短大で、女子大生が投身自殺した。その背後には、美術史を専門とする助教授・村木の存在が見え隠れしていることに目をつけた女性刑事・水橋陽子は相次いで失踪する女子大生の事件、頻発する女性を狙ったバラバラ殺人事件との関連を捜査するうち、村木の周辺で起きはじめた、ただならぬ恐怖に巻き込まれていく。ノイローゼで療養中の村木の妻・名美の存在。村木の自宅の地下に隠された冷蔵庫に入っていたバラバラ死体。その全てをつき止めたとき、女装姿の村木が遂に陽子の前に現れるのだった。

## 出演
- 佐野史郎（村木哲郎）
- 横山めぐみ（水橋陽子）
- 竹井みどり（カズ/特別出演）
- 広岡由里子（特別出演）
- 中村由真（岡川文絵）
- 余貴美子（村木名美）
- 山田辰夫（武藤）
- 今井健二（藤崎）
- 浜田晃（東）

## スタッフ
- 監督：池田敏春
- 脚本：石井隆
- 音楽：吉良知彦
- 主題歌：児島未散『記憶のかなたに…』（パイオニアLDC）
- 挿入歌：麻倉晶『Beginnning』（ロック・イット・レコード）
- 撮影：田口晴久
- 美術：丸尾知行
- 録音：小高勲
- 照明：木村誠作
- 編集：井上治
- 整音：神保小四郎
- 助監督：中村和彦
- 製作主任：岩村博幸
- 特殊美術：若狭新一
- 操演：岸浦秀一
- カースタント：池本良宣（チームシャーキー）
- アクションスーパーバイザー：斎藤英雄（ナンバーワンプロモーション）
- ボディスタント：吉田瑞穂、吉尾亜希子、梛野素子
- MA：にっかつスタジオセンター
- 現像：IMAGICA
- ロケ協力：出雲市、大社観光協会、大社町日御碕区、松江市商工観光課、東京工科大学　ほか
- 製作者：真木太郎
- 企画：渡辺敦
- プロデュース：半沢浩、山本文夫
- 配給：東京テアトル、パイオニアLDC
- 製作プロダクション：フィルム・シティ
- 製作：パイオニアLDC